# 13633 Ivens
13633 Ivens è un asteroide della fascia principale. Scoperto nel 1995, presenta un'orbita caratterizzata da un semiasse maggiore pari a 2,1588191 UA e da un'eccentricità di 0,0805365, inclinata di 4,12239° rispetto all'eclittica.